# Batalha de Maritsa
A Batalha de Maritsa ou Batalha de Chernomen (em sérvio:  Маричка битка, бој код Черномена/ em búlgaro:  Битката при Марица, битката при Черномен; em turco:  Çirmen Muharebesi, İkinci Meriç Muharebesi - "Segunda Batalha de Maritsa") foi travada às margens do rio Maritsa perto da vila de Chernomen (moderna Ormênio, na Grécia) em 26 de setembro de 1371 entre as forças dos generais otomanos Lala Shahin Paxá e Gazi Evrenos contra o exército sérvio liderados por Blucasino Demétrio e seu irmão Jovan Uglješa, que queriam também vingança pela Primeira Batalha de Maritsa (também chamada de Batalha de Sırp Sındığı).

## Contexto
Antes da Batalha, Blucasino Demétrio pretendia recuperar Escodra para o Império da Sérvia. O exército liderado por ele e seu filho, o príncipe Marco, chegou lá em junho de 1371, mas, quando os dois foram informados sobre o grande exército otomano que marchava do leste, abandonaram os planos e marcharam para encontrá-lo.

## Batalha
O exército sérvio contava com entre 20 000 e 70 000 homens. O déspota Jovan Uglješa pretendia realizar um ataque surpresa aos otomanos em sua capital, Edirne, enquanto o sultão Murade I estava na Ásia Menor. O exército otomano era muito menor - autores como o estudioso grego bizantino Laonikos Chalkokondyles e outros  fornecem números tão baixos quanto apenas 800 soldados -, mas, por causa de uma tática melhor planejada e executada na forma de um ataque noturno ao acampamento sérvio, Şâhin Paşa conseguiu derrotar o exército sérvio e matar os dois comandantes inimigos. Milhares de sérvios foram mortos e outros tantos se afogaram no Maritsa quando tentavam se reagrupar para um contra-ataque. As pesadas armaduras sérvias tornaram-se uma armadilha mortal nas águas do rio que, segundo as fontes, tornou-se escarlate por causa do sangue.

## Consequências
Macedônia e partes da Grécia caíram sob o domínio otomano depois desta batalha, que era parte da campanha otomana para conquistar os Balcãs. Ela foi precedida pela captura da cidade de Sozópolis e sucedida pela captura de Drama, Kavála e Serres, todas na moderna Grécia.